# 東オレゴン大学
東オレゴン大学（ひがしオレゴンだいがく、Eastern Oregon University、略：EOU）は、アメリカ合衆国オレゴン州北東部に位置するラグランドにある州立大学。州外の学生にも州内の学生と同じ授業料を課している。20歳以下の学生は、親と同居の場合を除いて1年目は寮に住む義務がある。提供学位は準学士号、学士号、修士号。

## 歴史
1929年、教師を目指す女性教育の為に東オレゴン師範学校として創立。1939年に東オレゴン教育大学、1973年に東オレゴン州立大学に改称した後、1997年、現在の東オレゴン大学に改称した。今日、マイケル・キャノン教授の指揮の下、オレゴン州最大のオンライン学位プログラムを有している。

## キャンパス
キャンパスは、オレゴン州北東部及びワシントン州南東部一帯に広がるブルーマウンテンズの中腹で州間高速道路84号線の近く、ラグランドに存在する。自動車での所要時間はオレゴン州ポートランドから4時間、アイダホ州ボイシから3時間、ワシントン州シアトルから5時間、ワシントン州スポケーンから4時間。現在、キャンパスには26の建物が存在する。

## 学術関係

### 学術組織
東オレゴン大学は複数の学士号の他、教育学修士号（Master of Education）及び教育学修士号（Master of Arts in Teaching）を提供している。8つの学部課程は全てオンラインで開講される。大学は教養学部、教育学部、経営学部から構成する。また、口腔衛生学、軍事学、農学、看護学、遠隔教育プログラムを提供し、それらは全て学位取得に認められる。

### 認定
東オレゴン大学は北西地区大学基準協会（Northwest Commission on Colleges and Universities）と全米教員養成認定委員会（National Council for Accreditation of Teacher Education）の認証を受けている。

## スポーツ
マスコットは登山家。アメリカンフットボールは以前は全米大学体育協会三部リーグに所属していたが、2005年に一部リーグのフロンティア・カンファレンスに参加した。

## 著名な出身者
- フォアド・アジャミー - 中東専門の政治顧問
- ロッド・チャンドラー - 元アメリカ合衆国下院議員（ワシントン州選出）
- グレッグ・スミス - オレゴン州議会議員